# Anna Angelina Wolfers

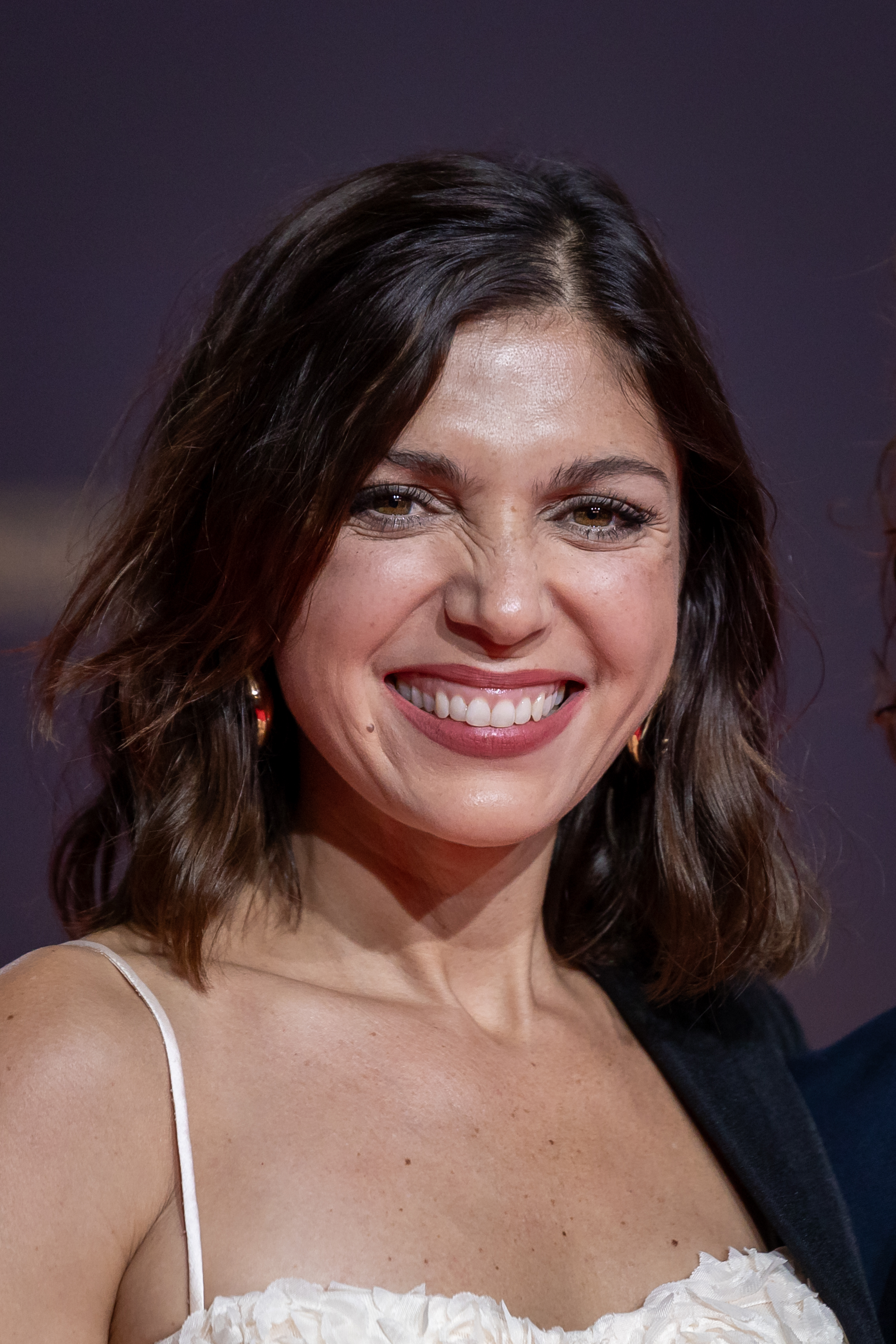
Anna Angelina Wolfers (2024)

Anna Angelina Wolfers (* 8. November 1978 in Siegen, Nordrhein-Westfalen) ist eine deutsche Bloggerin, Influencerin, Schauspielerin und Fotomodel.

## Leben
Wolfers absolvierte von 2003 bis 2006 eine Ausbildung am Zentrum für Schauspiel, Bewegung und Tanz und hatte Sprech- und Schauspielunterricht bei Laura Tassi in Köln. Bekannt wurde sie unter anderem durch ihre Rolle als Leonie Preisinger in der ARD-Telenovela Sturm der Liebe.
Anna Angelina Wolfers wurde im Mai 2008 von den Lesern der deutschen FHM unter die „100 Sexiest Women In The World“ auf Platz 8 gewählt und war damit beste Deutsche auf der Liste. Im Juni 2009 kam sie bei derselben Wahl auf Platz 2, war aber diesmal nicht die höchstplatzierte Deutsche. Das nahm die deutsche FHM zum Anlass, eine Fotostrecke mit ihr zu produzieren, die später auch in den Magazinen FHM bzw. Girls of FHM in Großbritannien, Singapur, Thailand und Australien abgedruckt wurde.
2011, 2012 und 2013 wurde sie von den Lesern der Online-Ausgabe der Zeitschrift GQ auf den ersten Platz der "GQ Top 100" gewählt. Noch keiner Frau vor ihr gelang dies mehr als einmal.
Als Werbegesicht war sie unter anderen für die Unternehmen Pizza Hut (2008), REWE (ab 2009) und McDonald’s (2011) tätig.
Ab 2008 spielte sie in der Webserie Jabhook (aka. Highroller und Tank) eine der Hauptrollen unter der Regie von Christopher Becker und Daniel Rakete Siegel. Des Weiteren war sie in zahlreichen Musikvideos, darunter Revolverhelds Spinner und Keine Liebeslieder (2010) sowie Pilots Zuhören (2011) zu sehen.
Wolfers besitzt zwei Modeboutiquen in Hamburg mit dem Namen „Goldig“ sowie einen „Goldig Concept Store“ in Köln.
Seit Ende 2015 bloggt sie auf ihrer Homepage AnnaWolfers.de zu den Themen Mode, Reisen und Ernährung. Seit dem 28. Juni 2017 ist sie mittwochs in der Sendung red.STYLE auf Sixx zu sehen, wo sie Frauen zu Hause besucht und ihnen Tipps gibt, wie sie aus ihrer vorhandenen Kleidung modische Outfits zusammenstellen können.
Wolfers ist mit dem Sänger Johannes Strate liiert und Mutter eines im Dezember 2012 geborenen Sohnes.

## Filmografie
- 2006: Freunde für immer – Das Leben ist rund (TV-Serie, eine Folge)
- 2007: Doppelzimmer (Kurzfilm)
- 2007–2008: Sturm der Liebe (TV-Serie, 147 Folgen)
- 2008: Die Dinge zwischen uns
- 2010: Jabhook (Internet-Serie, fünf Folgen)
- 2010: Lena – Liebe meines Lebens (TV-Serie)
- 2011: Alarm für Cobra 11 – Die Autobahnpolizei (TV-Serie, eine Folge)
- 2011: Geister all inclusive (TV)
- 2011: Rosamunde Pilcher: Verlobt, verliebt, verwirrt (TV)
- 2012: Heiter bis tödlich: Henker & Richter (TV-Serie, eine Folge)
- 2012: Zu schön um wahr zu sein (TV)
- 2019: Beck is back! (TV-Serie, eine Folge)
- seit 2024: Für alle Fälle Familie (Fernsehserie)

## Theater
- 2004: Draußen vor der Tür
- 2005: Der Sturm (Shakespeare)
- 2006: Nach dem Regen